# 하인리히 5세
하인리히 5세(Henry V, 1086년 8월 11일 – 1125년 5월 23일)은 잘리어 왕가 출신으로는 네 번째이자 마지막 신성 로마 제국 황제였다. 카노사의 굴욕(1077년)으로 유명한 아버지 하인리히 4세 때부터 격렬히 진행된 서임권 투쟁은 재위 기간중에 교황 갈리스토 2세와 맺은 보름스 협약(1122년)을 통해 일단락 시켰다. 이 협약으로 인해 황제의 교회에 대한 영향력은 많이 축소되었다.
차남으로 태어났으나 공동국왕이었던 형 콘라트가 아버지 하인리히 4세에게 반기를 들다 국왕에서 폐위되자, 독일의 공동 국왕과 이탈리아 국왕이 되었다. 아버지 생전에는 제국의 정치에 관여하지 않겠다는 선서를 했음에도 불구하고 1104년 반란을 일으켜 아버지 하인리히 4세를 강제로 폐위, 감금시킨후 국사를 이끌었다.
잉글랜드 헨리 1세의 딸 마틸다와 1114년에 결혼하였으나 아들을 얻지 못한 채 1125년 사망했다. 이로써 102년간 지속되던 잘리어 왕조가 단절되었다.

## 생애

### 왕위 계승
1086년 신성 로마 제국의 황제 하인리히 4세와 그의 첫 번째 아내인 사보이의 베르타 사이에서 차남으로 태어났다. 태어날 당시에 황제인 아버지와 교황 사이에서 교회의 서임권을 둘러싸고 다툼이 진행되고 있는 중이었다. 그런데 1087년부터 공동왕에 올랐던 그의 형 콘라트(1074-1101)가 십자군 운동을 제창한 교황 우르바노 2세를 따르기로 하면서 카노사 성주 마틸다와 동조하여 1093년에 반란을 일으켰다가 실패하는 일이 벌어졌다. 이 때문에 콘라트는 1098년의 마인츠의 왕국 회의에서 폐위되고, 대신에 차남인 하인리히 5세가 독일 왕위 계승자로 정해진후 1099년 1월 6일에 공동 왕에 올랐다.
하인리히 4세는 교회와 화해하지 않는 상황에서 국왕으로서 완전한 권력 행사가 불가능했기 때문에 파문 해제를 전제로 십자군 전쟁에 참가하겠다고 하였고, 이를 위해 영주들에게 분쟁의 제한을 명했다. 이러한 제한에 영주들은 불만을 가졌고, 그들과의 다툼을 두려워한 하인리히 5세는 아버지를 희생하여 자신의 왕위 계승을 확실히 하려고 바이에른의 영주들과 협약을 맺은 후 1104년 반기를 들었다.
유력 영주들과 로마 교황마저 하인리히 5세를 지지하게 된 상황에서 전투에서 패한 하인리히 4세는 쾰른으로 도망쳤다가 마인츠에서 투옥된후, 1105년에 퇴위당했다. 비록 왕위를 잃었지만 포기하지 않던 하인리히 4세는 리에주로 달아났다가 로렌 지방 사람들과 연합해 1106년에 하인리히 5세의 군대를 무찔렀다. 그러나 몇 개월 뒤 하인리히 4세가 갑작스럽게 죽으면서 분쟁은 일단락되었다.

### 황제 대관식
하인리히 5세는 서임권 투쟁을 군사적으로 해결하기 위해 1110년부터 대규모의 로마 원정을 감행했다. 대규모 군사 앞에 놓여진 교황 파스칼 2세는 하인리히에게 서임권을 포기하는 대신에 독일 교회에 지시를 내려 황제에게 하사받은 토지와 권리를 반환도록 하겠다는 제안을 건넸고, 하인리히는 만족스럽게 받아들이면서 대관식까지 진행하려고 했다.
하지만 하인리히 5세의 대관식에 즈음하여 이러한 합의가 공개되자 하사받은 땅과 권리를 반납해야 하는 독일의 교회와 영주들이 크게 반발하는 바람에 대관식은 그대로 진행하기 어렵게 되었다. 그러자 하인리히 5세는 군사를 움직여 교황과 고위 성직자를 투옥하여 성직 임명권을 강제로 받아내고 1111년 4월 13일에 성 베드로 대성당에서 대관식까지 치렀다.

### 제후의 반란
하인리히 5세가 독일에 되돌아가면서 위협이 사라지자, 로마 가톨릭교회는 하인리히 5세를 파문해버려 둘 사이에 맺어졌던 협약은 금세 휴지 조각이 되어버렸다. 이러한 상황에서 세력 확대를 도모하는 각지의 영주가 하인리히 5세에 대항했다. 마인츠 대주교 아달베르트가 라인란트 고지 지방에서 소요를 선동하고, 작센 공작 주플린부르크의 로타르를 중심으로 한 세력이 일으킨 반란은 1115년에 하인리히를 패배시켰다.
1119년 그 자신이 아버지를 강압해 왕위를 빼앗었던 마인츠 왕국 회의에서 독일의 영주들에게 로마 교황과의 화해를 강요당했다. 그 후 여러 번의 교섭 끝에 1122년에 보름스 협약이 체결됐다.

### 보름스 협약
보름스 협약으로 황제는 주교의 상징인 홀(笏)과 반지를 수여하는 권리를 포기하고, 교회법에 따른 주교 선출에 동의해야 했다. 독일 왕국 내에서 주교와 수도원장의 선거에 황제가 참석하는 것이 인정되었다. 황제가 선거에 참석함으로써 가해지는 무형의 압력은 황제가 바라는 대로 결정이 나는 경우가 많았다. 거기에 복수의 후보자가 다투는 선거에서 결정이 되지 않을 경우 황제의 재량으로 결정할 수 있는 권한까지 같이 인정되었다. 경우에 따라서는 독일 왕국 내에서는 실질적으로는 서임권을 여전히 쥐고 있다고 볼 수 있을 정도였다. 거기에 교회가 가지는 토지와 재산 같은 세속적인 권리도 황제에 의해서 부여되기 때문이었다.
그럼에도 불구하고 위의 결정은 신성 로마 제국을 구성하고 있는 독일 왕국, 이탈리아 왕국, 부르군트 왕국 중에 독일 왕국에 한정된 것이었고, 토지와 같은 세속적인 권리 부여 역시 형식적인 절차였다. 하지만 가장 큰 손실은 카를 대제로부터 시작해 오토 왕가, 잘리어 왕가를 거쳐오는 동안 통일된 기독교 제국을 다스리는 신성 로마 제국의 황제라는 상징의 근거를 잃어버리게 되었다는 것이었다.

### 작센의 자립

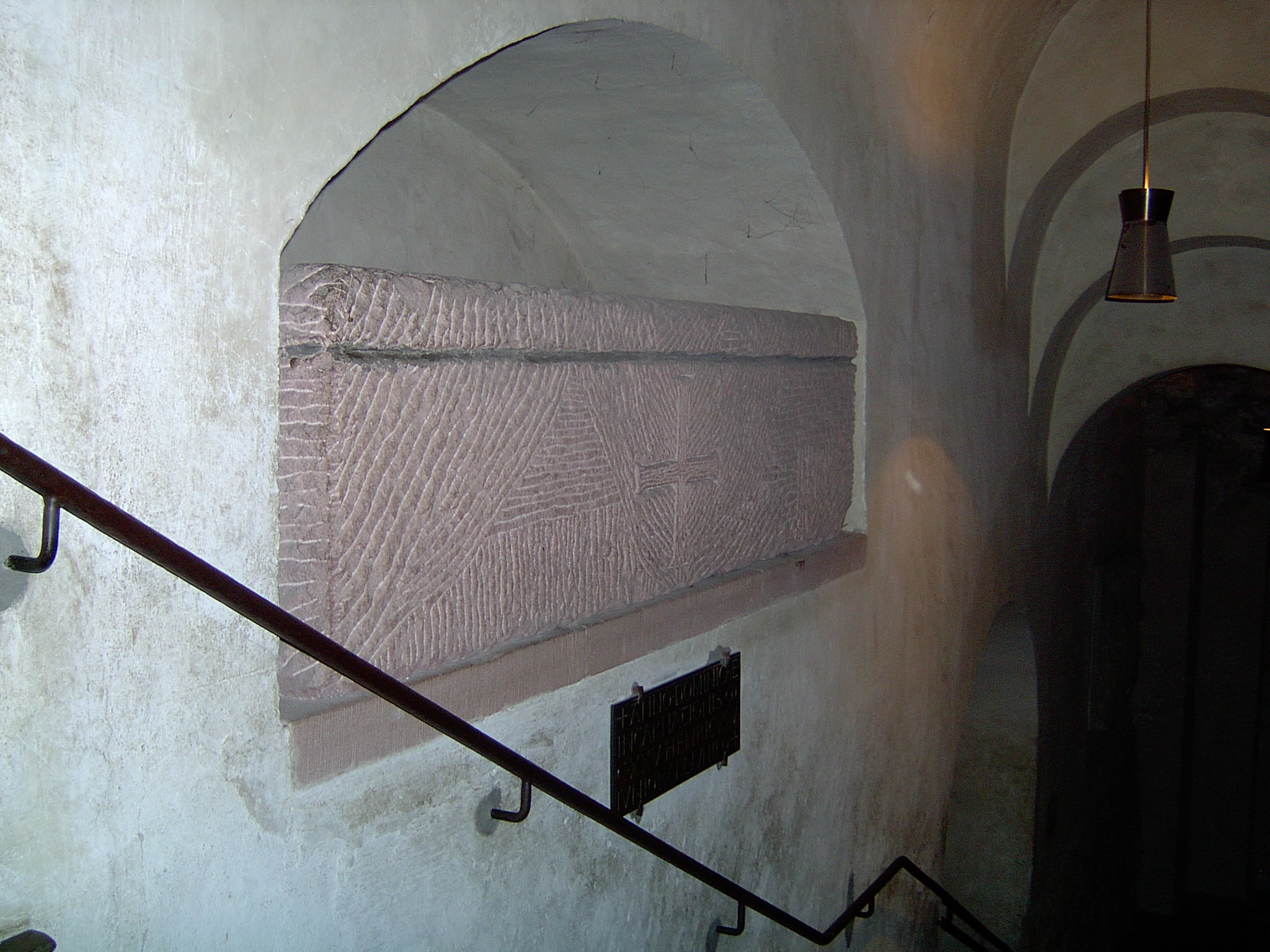
슈파이어 대성당에 있는 하인리히 5세의 무덤

보름스 협약에 의해 서임권 투쟁은 일단락되었으나, 이 결정은 황제의 권위 하락을 가져왔고, 작센 공작의 독립까지 더해져 독일의 정국에 혼란을 가져오게 되었다. 이러한 상황에서 1123년에 아일렌부르크 변경백 겸 마이센 변경백 하인리히 2세가 아이가 없는 채 죽었다. 하인리히 5세는 가신을 마이센 변경백에 임명했지만, 하인리히 2세의 종숙부인 콘라트가 반발하여 작센 공작 로타르와 동맹을 맺고 그를 추방해버렸다. 게다가 로타르는 황제의 뜻과는 관계없이 독단적으로 콘라트를 마이센 변경백으로 임명했지만, 하인리히 5세는 이러한 사태 전개를 무기력하게 지켜봐야 했다.

## 사망
1125년 위트레흐트에서 39세의 나이로 사망했다. 마틸다와의 사이에 자녀가 없었기 때문에 하인리히의 조카인 슈바벤 공 프리드리히 2세(1105~1147)가 후계자로 지목되었으나, 중앙 집권화를 우려한 영주들이 거부하였다. 그대신 주플린부르크 출신의 작센 공 로타르(1075~1137)를 왕으로 추대하였다. 이로써 1024년 콘라트 2세의 즉위로 시작된 잘리어 왕가는 101년만에 단절되었다. 왕비 마틸다는 하인리히 5세가 죽은후 앙주 백작 조프루아 5세와 재혼하여 세 명의 아들을 낳았다. 마틸다가 앙주 백작과 재혼후 낳은 아들중 장남 헨리는 훗날(1154년) 잉글랜드의 왕 헨리 2세가 되었다.